# Eduardo Rodríguez (baseball, 1993)
Pour les articles homonymes, voir Eduardo Rodríguez (homonymie) et Rodríguez.
Eduardo José Rodríguez Hernández (né le 7 avril 1993 à Valencia, Carabobo, Venezuela) est un lanceur gaucher des Diamondbacks de l'Arizona de la Ligue majeure de baseball.

## Carrière
Eduardo Rodríguez signe son premier contrat professionnel en janvier 2010 avec les Orioles de Baltimore. Il débute en ligues mineures la même année. Avant la saison 2014, Baseball America le classe au 65e rang de son top 100 annuel des meilleurs joueurs d'avenir, puis le fait passer en 59e position avant la saison 2015.
Impliqués dans une lutte qui les mène au titre de leur division, les Orioles échangent Eduardo Rodríguez aux Red Sox de Boston le 31 juillet 2014, en retour du lanceur de relève gaucher Andrew Miller.
Après avoir gradué au niveau Triple-A des mineures au début 2015 dans l'organisation des Red Sox, Rodríguez fait ses débuts dans le baseball majeur comme lanceur partant pour Boston le 28 mai 2015 et remporte la victoire sur les Rangers du Texas. Dans un gain de 5-1, Rodríguez blanchit les Rangers en 7 manches et deux tiers, n'accorde que 3 coups sûrs et retire 7 adversaires sur des prises : c'est le meilleur début dans les majeures par un lanceur partant des Red Sox depuis le match complet de 3-0 de Billy Rohr face aux Yankees de New York le 14 avril 1967.